# Алмейдівський замок
Алме́йдівський за́мок (порт. Castelo de Almeida) — замок у Португалії, Гуардському окрузі, в містечку Алмейда. Розташований на північному сході країни, у стратегічно важливій ділянці іспансько-португальського кордону, в історичній провінції Бейра. Вперше згадується 1217 року як замок біля прикордонного поселення Алмейда. Був володінням шляхетного роду Алмейд. Розбудований і розширений за правління португальських королів Дініша (1296) і Фернанду І (1369). Відігравав роль одного з форпостів сил інфанти Беатриси та кастильців під час турбулентного періоду міжкоролів'я (1382—1385). Здобутий португальським королем Жуаном І (1386). Перебудований і укріплений за правління Мануела I (1508). Занепав внаслідок вигасання правлячої португальської династії і укладання Іберійської унії з Кастилією (1580). Відновлений на початку Реставраційної війни, перетворений на 12-кутну зіркову фортецю з бастіонами (1641). Витримав атаки іспанців (1663, 1704). Постраждав від Лісабонського землетрусу  (1755). Здобутий іспанцями в ході Семирічної війни (1762) і французами під час першого вторгнення до Португалії і Піренейської війни (1808, 1810). Зі спалахом громадянської війни став оплотом лібералів (1828), але згодом перейшов до абсолютистів. У ХІХ столітті використовувався як військові казарми. Національна пам'ятка Португалії (1928). Керується Генеральною дирекцією культурної спадщини (з 1992). Зображений на гербі Алмейди. Також — Алме́йдівська форте́ця (порт. Fortaleza de Almeida).